# 国務会議 (ナイジェリア)
ナイジェリア国務会議は、ナイジェリア政府の機関である。その機能には、政策決定に関する行政への助言が含まれる。

## 国務会議の構成
国務会議は以下で構成されている。
- 議長である大統領

1. 副議長である副大統領

- ナイジェリアのすべての元大統領および連邦政府のすべての元首長
- ナイジェリアのすべての元裁判長
- 元老院議長
- 代議院議長
- 連邦の州のすべての知事
- 連邦司法長官

## 義務
国家評議会には次の責任がある。
1.以下に関して大統領に権限の行使について助言する
- 国勢調査と、それに関する記録およびその他の情報の編集、公開、保管
- 恩赦の授与
- 国民栄誉賞の授与
- 独立国民選挙委員会（その委員会のメンバーの任命を含む）
- 全国司法評議会（その評議会の職権上のメンバー以外のメンバーの任命を含む）
- 全国人口委員会（その委員会のメンバーの任命を含む）

2.連邦内またはその一州の公序良俗の維持、および大統領が指示するその他の事項について、要請があった場合はいつでも大統領に助言する。